# Carel Fabritius
Carel Fabritius (megkeresztelve Middenbeemster, Hollandia, 1622. február 27. – Delft, 1654. október 12.) holland festő. Rembrandt egyik legtehetségesebb tanítványa, a delfti iskola egyik vezető személyisége.

## Élete
Fabritius egy iskolai tanár fiaként látta meg a napvilágot az akkor tíz éve létező Beemster polderben. Apját Pieter Carelszoon Fabritiusnak hívták. Kezdetben asztalosként (=fabritius) dolgozott az apa és a fia is. A nagyapa Gentből költözött a környékre, Purmerend, ahol lelkészként szolgált. Carelnek két öccse volt, Barent (1624-1673) és Johannes Fabritius (1636-1709)
Az 1641-ben öccsével, Barent Fabritiusszal  Amszterdamba ment, hogy Rembrandt műhelyében legyen tanonc. 1643-ban harmadik gyerekük születésekor elveszítette feleségét és visszatért Middenbeemsterbe. 1650-ben másodszor is megnősült, elvette a delfti Agatha van Pruyssent és 1651-ben Delftbe költöztek. 1652-ben csatlakozott a Szent Lukács Céhhez.
Fiatalon hunyt el, amikor a delfti lőportár felrobbant 1654. október 12-én. Ez a robbanás a város negyedét pusztította el, köztük Fabritius műhelyét és számos képét. Csak egy tucat kép menekült meg. Houbraken szerint Fabritius tanítványa, Mattias Spoors és a templom diakónusa, Simon Decker is vele együtt halt meg, mivel éppen egy képen dolgoztak együtt akkor.
Egy emlékére írott versben Arnold Bon Karel Faber-nek nevezi őt. Rembrandt összes tanítványa közül egyedül Fabritius volt az, aki saját stílust alakított ki.

## Munkái
- 1640 Abraham de Potter, olaj, 68,5 × 57 cm, Rijksmuseum, Amszterdam
- Kb. 1640 Keresztelő jános lefejezése, olaj, 149 × 121 cm, Rijksmuseum, Amszterdam
- 1643 Lázár feltámasztása, olaj, Varsói Nemzeti Múzeum, Varsó
- 1643/45 Hágár és az angyal, olaj, 157,5 × 136 cm,   Residenzgalerie, Salzburg
- Kb. 1644 Ülő hölgy portréja zsebkendővel, Art Gallery of Ontario, Toronto
- 1645–47  Mercury and Aglauros olaj, 72,4 × 91,1 cm, Museum of Fine Arts, Boston
- 1646 Egy öreg ember portréja, olaj, Louvre, Párizs
- 1646–51 A Girl with a Broom, olaj, 107,3 × 91,4 cm, Rembrandtként szignálva,  National Gallery of Art Washington D.C.
- 1650 Önarckép, olaj, 65 × 49 cm, Museum Boijmans Van Beuningen, Rotterdam
- 1652 Delft látképe egy hangszerkereskedő bódéjával, olaj, 15,4 × 31,6 cm, National Gallery, London
- 1654 Aranypinty, olaj, Mauritshuis, Hága
- 1654 Az őr, olaj, 68 × 58 cm, Staatliche Museum Schwerin, Schwerin
- 1654 Fiatal férfi szőrmesapkával, olaj, 70,5 × 61,5 cm, National Gallery, London (igazából önarckép)

## Galéria

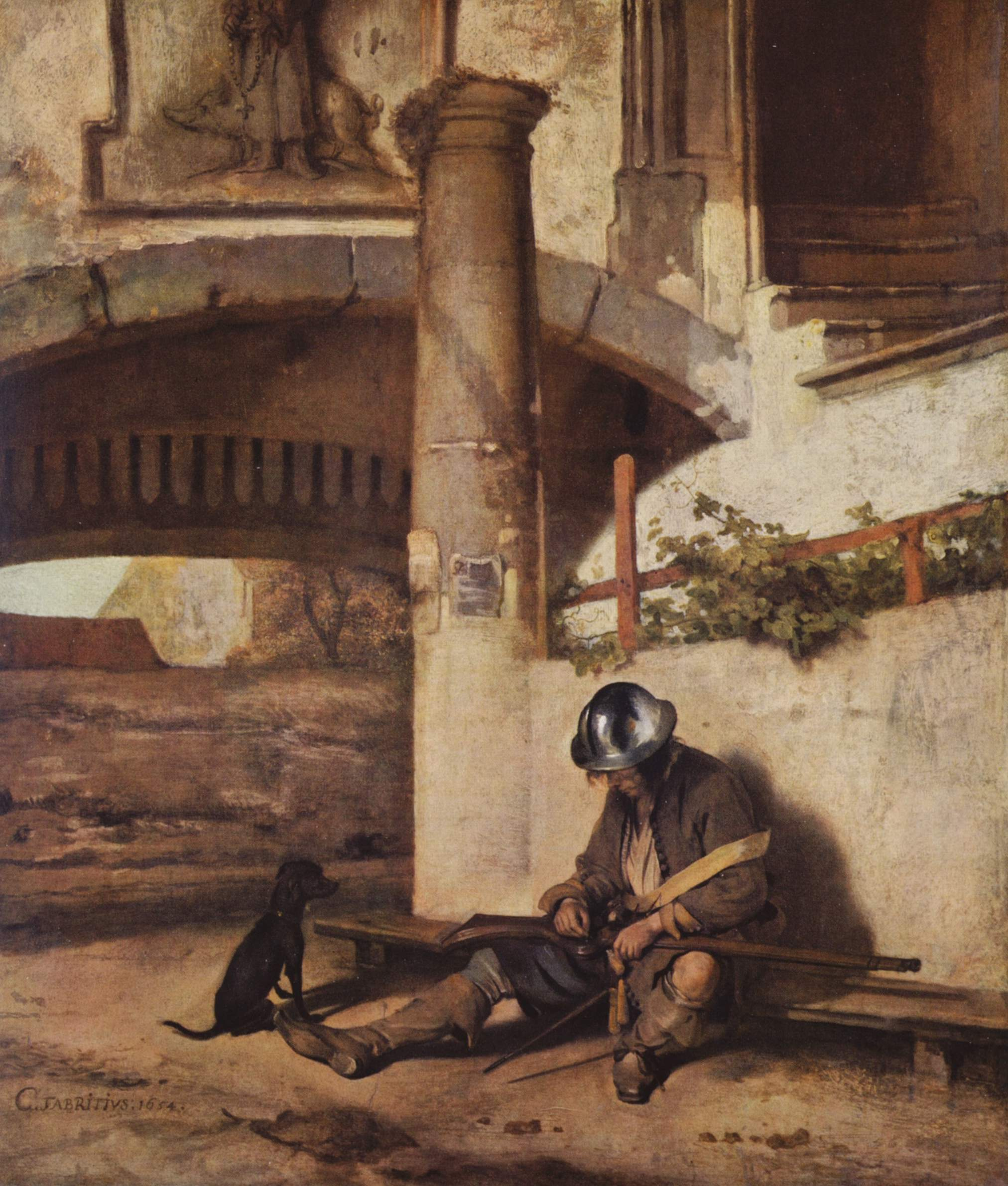
Az őr
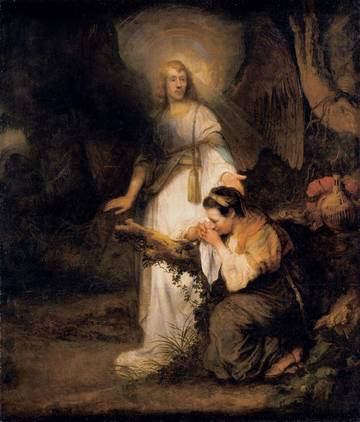
Hágár és az angyal
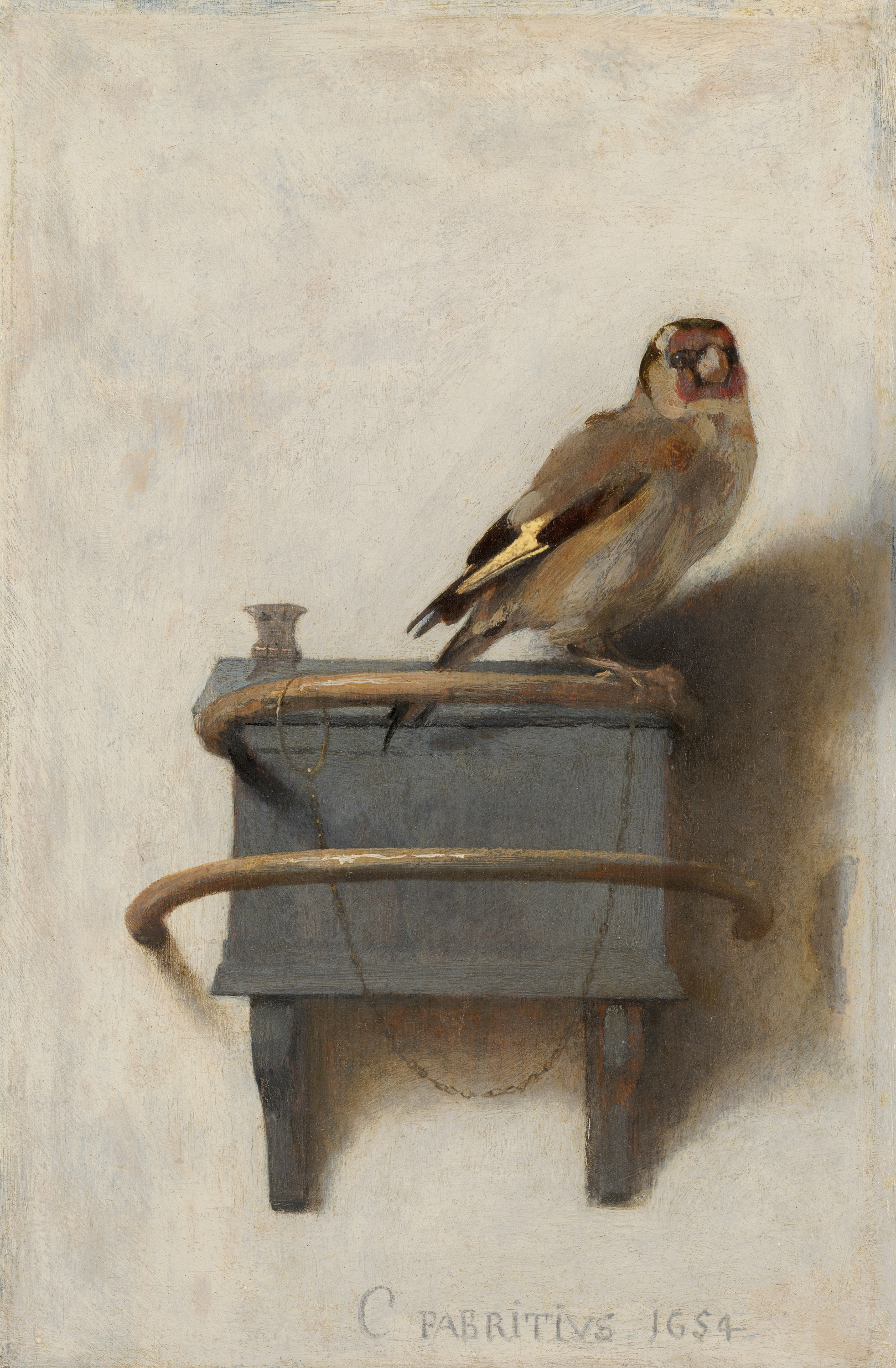
Aranypinty
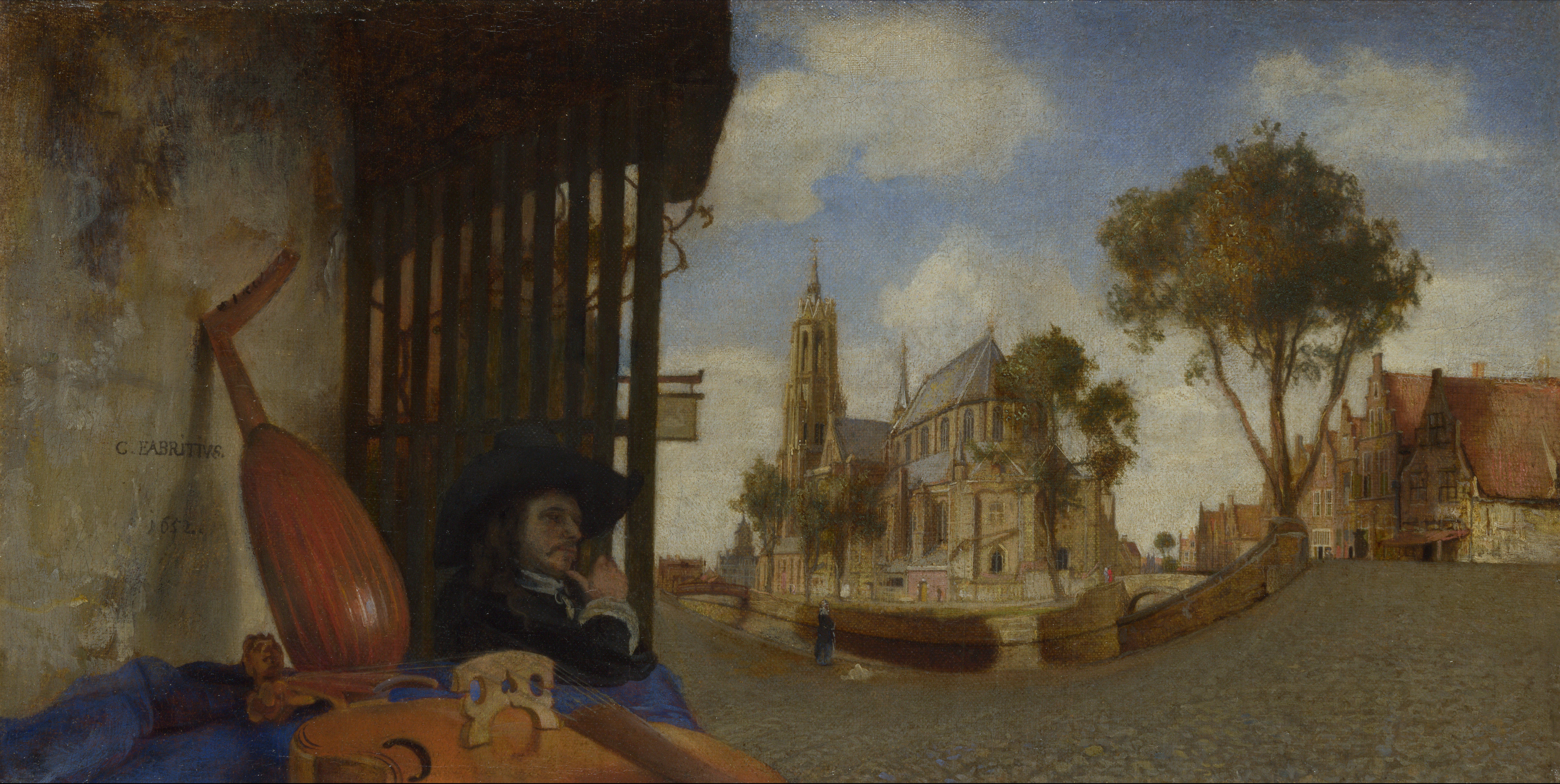
Delft látképe egy hangszerkereskedő bódéjával
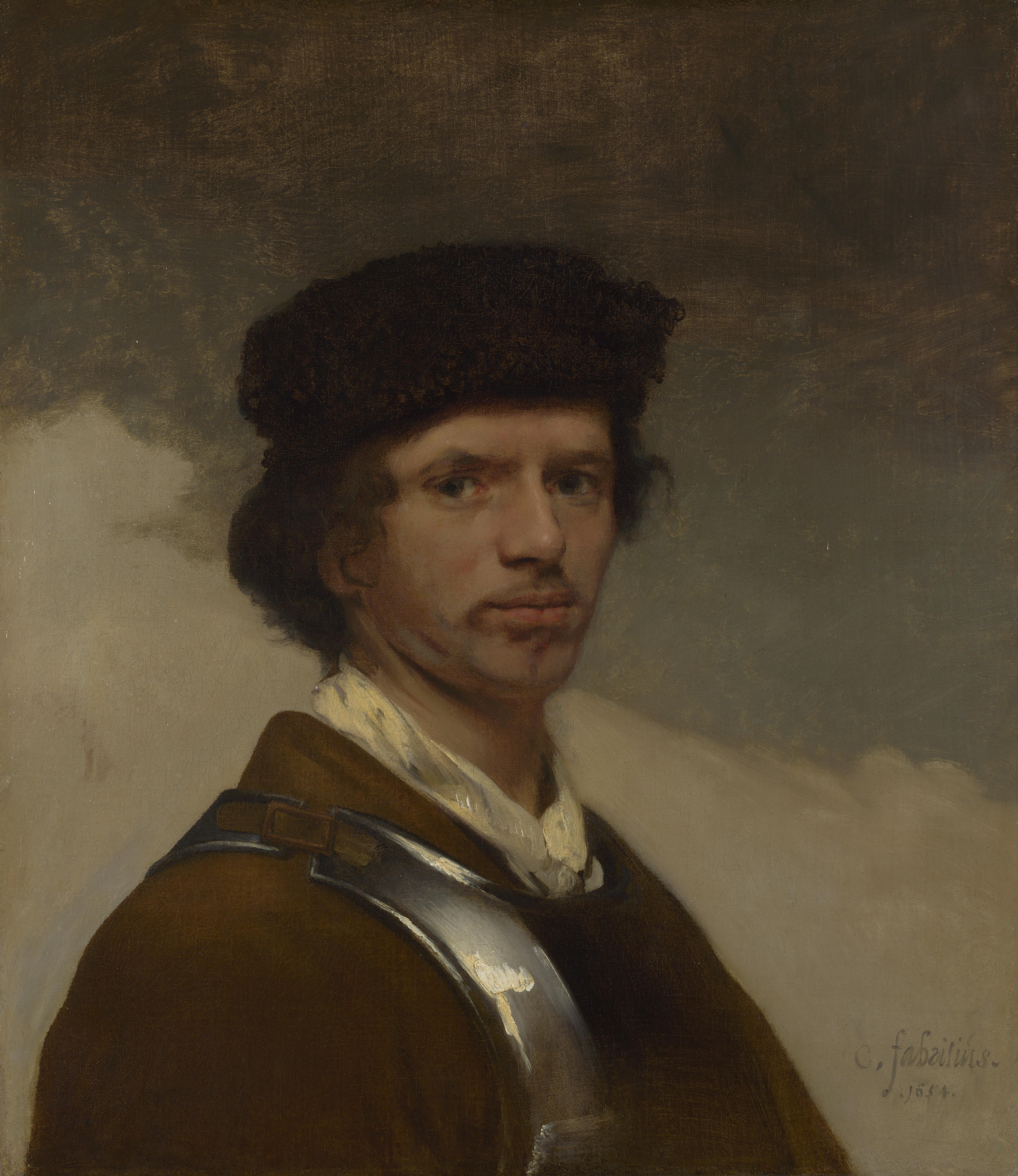
Fiatal férfi szőrmesapkával (önarckép)